# Åsa Magnusson
Åsa Magnusson (ur. 26 września 1964) – szwedzka narciarka, specjalistka narciarstwa dowolnego. Jej największym sukcesem jest srebrny medal w balecie narciarskim wywalczony podczas mistrzostw świata w Iizuna. Nigdy nie startowała na igrzyskach olimpijskich. Najlepsze wyniki w Pucharze Świata osiągnęła w sezonie 1989/1990, kiedy to zajęła 5. miejsce w klasyfikacji generalnej, a w klasyfikacji baletu była trzecia.
W 1998 roku zakończyła karierę.

## Osiągnięcia

### Mistrzostwa świata
| Miejsce | Dzień     | Rok  | Miejscowość | Konkurencja      | Zwycięzca         |
| ------- | --------- | ---- | ----------- | ---------------- | ----------------- |
| 11.     | 1 marca   | 1989 | Oberjoch    | Balet narciarski | Jan Bucher        |
| 5.      | 11 lutego | 1991 | Lake Placid | Balet narciarski | Ellen Breen       |
| 5.      | 17 lutego | 1995 | La Clusaz   | Balet narciarski | Jelena Batałowa   |
| 2.      | 7 lutego  | 1997 | Iizuna      | Balet narciarski | Oksana Kuszczenko |

### Puchar Świata

#### Miejsca w klasyfikacji generalnej
- sezon 1987/1988: 55.
- sezon 1988/1989: 51.
- sezon 1989/1990: 5.
- sezon 1990/1991: 17.
- sezon 1993/1994: 65.
- sezon 1994/1995: 22.
- sezon 1995/1996: 14.
- sezon 1996/1997: 10.
- sezon 1997/1998: 8.

#### Miejsca na podium
1. Lake Placid – 12 stycznia 1990 (Balet) – 3. miejsce
2. Breckenridge – 19 stycznia 1990 (Balet) – 3. miejsce
3. La Clusaz – 13 marca 1990 (Balet) – 3. miejsce
4. Zermatt – 14 grudnia 1990 (Balet) – 3. miejsce
5. Pyhätunturi – 14 marca 1991 (Balet) – 3. miejsce
6. Breckenridge – 13 stycznia 1995 (Balet) – 3. miejsce
7. Whistler Blackcomb – 12 stycznia 1996 (Balet) – 3. miejsce
8. Breckenridge – 18 stycznia 1996 (Balet) – 3. miejsce
9. Kirchberg – 1 lutego 1996 (Balet) – 3. miejsce
10. Kirchberg – 1 lutego 1996 (Balet) – 2. miejsce
11. Hasliberg – 22 marca 1996 (Balet) – 2. miejsce
12. Tignes – 5 grudnia 1996 (Balet) – 3. miejsce
13. Tignes – 5 grudnia 1996 (Balet) – 3. miejsce
14. Lake Placid – 13 stycznia 1997 (Balet) – 3. miejsce
15. Lake Placid – 13 stycznia 1997 (Balet) – 3. miejsce
16. Whistler Blackcomb – 17 stycznia 1997 (Balet) – 3. miejsce
17. Kirchberg – 19 lutego 1997 (Balet) – 3. miejsce
18. Kirchberg – 19 lutego 1997 (Balet) – 3. miejsce
19. Altenmarkt – 13 marca 1998 (Balet) – 2. miejsce
20. Altenmarkt – 13 marca 1998 (Balet) – 3. miejsce

- W sumie 3 drugie i 17 trzecich miejsc.